# Тре Фьори
«Тре Фьори» — сан-маринский футбольный клуб из города Фьорентино. Основан в 1949 году. Расположен в городе-коммуне Фьорентино. В настоящее время выступает в группе B чемпионата Сан-Марино по футболу. Клубные цвета — синий и жёлтый. В 2009 году впервые сыграл в европейских соревнованиях. Первым соперником в первой квалификации Лиги чемпионов была андоррская «Сан-Жулиа». Оба матча закончились вничью 1-1. В обоих матчах были и удаления. У андоррцев был удалён Висенте Муньос, а у «Тре Фиори» — Майкл Симончини. Победитель определился в серии пенальти. На 6-й паре ударов пенальти промахнулся нападающий, аргентинец Мартин Леопольдо Родригес.

## Достижения
- Чемпион Сан-Марино (8): 1987/88, 1992/93, 1993/94, 1994/95, 2008/09, 2009/10, 2010/11, 2019/20
- Обладатель Кубка Сан-Марино (7): 1966, 1971, 1974, 1975, 1985, 2010, 2019, 2022
- Обладатель Суперкубка Сан-Марино (6): 1991, 1993, 2010, 2011, 2019, 2022

## Выступления в еврокубках
| Соревнование   | Матчей | В | Н | П  | МЗ | МП | РМ  |
| -------------- | ------ | - | - | -- | -- | -- | --- |
| Лига чемпионов | 7      | 0 | 2 | 5  | 4  | 16 | -12 |
| Лига Европы    | 6      | 1 | 0 | 5  | 4  | 20 | -16 |
| Итого          | 13     | 1 | 2 | 10 | 8  | 36 | -28 |

### Лига чемпионов
| Сезон   | Соревнование   | Раунд                         | Клуб           | Домашний матч | Матч в гостях | Общий счёт  |
| ------- | -------------- | ----------------------------- | -------------- | ------------- | ------------- | ----------- |
| 2009/10 | Лига чемпионов | Первый квалификационный раунд | Сан-Жулиа      | 1-1           | 1-1           | 2-2 (п.4:5) |
| 2010/11 | Лига чемпионов | Первый квалификационный раунд | Рудар (Плевля) | 0-3           | 1-4           | 1-7         |
| 2011/12 | Лига чемпионов | Первый квалификационный раунд | Валлетта       | 0-3           | 1-2           | 1-5         |
| 2020/21 | Лига чемпионов | Предварительный раунд         | Линфилд        |               |               | 0-2         |

### Лига Европы
| Сезон   | Соревнование | Раунд                         | Клуб            | Домашний матч | Матч в гостях | Общий счёт |
| ------- | ------------ | ----------------------------- | --------------- | ------------- | ------------- | ---------- |
| 2018/19 | Лига Европы  | Предварительный раунд         | Бала Таун       | 3-0           | 0-1           | 3-1        |
| 2018/19 | Лига Европы  | Первый квалификационный раунд | Рудар (Веленье) | 0-3           | 0-7           | 0-10       |
| 2019/20 | Лига Европы  | Предварительный раунд         | Клаксвик        | 0-4           | 1-5           | 1-9        |
| 2020/21 | Лига Европы  | Второй квалификационный раунд | Рига            | 0-1           |               | 0-1        |